# Europese kampioenschappen tafeltennis 2016
De Europese kampioenschappen tafeltennis 2016 werden gehouden in Boedapest (Hongarije) van 18 t/m 23 oktober 2016.
Op het programma stonden vijf onderdelen:
- Enkelspel mannen. Regerend kampioen was  Dimitrij Ovtcharov.
- Enkelspel vrouwen. Regerend kampioen was  Elizabeta Samara.
- Dubbelspel mannen. Regerend kampioenen waren  Stefan Fegerl en  João Monteiro.
- Dubbelspel vrouwen. Regerend kampioenen waren  Melek Hu en  Shen Yanfei.
- Gemengd dubbel. Regerend kampioenen waren  Antonín Gavlas en  Renáta Štrbíková.

Er werden geen landenteamwedstrijden gespeeld deze editie.

## Medaillewinnaars
| Onderdeel        | Goud                              | Zilver                          | Brons                                                                    |
| Enkelspel (m)    | Emmanuel Lebesson                 | Simon Gauzy                     | Timo Boll Jakub Dyjas                                                    |
| Enkelspel (v)    | Melek Hu                          | Yu Fu                           | Li Jie Elizabeta Samara                                                  |
| Dubbel (m)       | Patrick Franziska Jonathan Groth  | Jakub Dyjas Daniel Górak        | Tiago Apolónia João Geraldo Kristian Karlsson Mattias Karlsson           |
| Dubbel (v)       | Kristin Silbereisen Sabine Winter | Petrissa Solja Shan Xiaona      | Daniela Dodean Elizabeta Samara Dóra Madarász Szandra Pergel             |
| Dubbel (gemengd) | João Monteiro Daniela Dodean      | Mattias Karlsson Matilda Ekholm | Aleksandar Karakašević Rūta Garkauskaitė Ovidiu Ionescu Bernadette Szőcs |

### Medaillespiegel
| Plaats | Land       | Goud | Zilver | Brons | Totaal |
| 1      | Duitsland  | 1,5  | 1      | 1     | 3,5    |
| 2      | Frankrijk  | 1    | 1      | 0     | 2      |
| 3      | Turkije    | 1    | 0      | 0     | 1      |
| 4      | Portugal   | 0,5  | 1      | 1     | 2,5    |
| 5      | Roemenië   | 0,5  | 0      | 3     | 3,5    |
| 6      | Denemarken | 0,5  | 0      | 0     | 0,5    |
| 7      | Polen      | 0    | 1      | 1     | 2      |
| 7      | Zweden     | 0    | 1      | 1     | 2      |
| 9      | Nederland  | 0    | 0      | 1     | 1      |
| 9      | Hongarije  | 0    | 0      | 1     | 1      |
| 11     | Litouwen   | 0    | 0      | 0,5   | 0,5    |
| 11     | Servië     | 0    | 0      | 0,5   | 0,5    |
| Totaal | Totaal     | 5    | 5      | 10    | 20     |